# Distriktspojkturneringen
Distriktspojkturneringen (Folksam Cup) är Svenska Fotbollförbundets pojklagsturnering med distriktsförbundslag.

## Finaler
- 1975: Stockholm-Västergötland 2-0 efter förlängning
- 1976: Skåne-Stockholm 3-2
- 1977: Västergötland-Skåne 2-1 efter förlängning
- 1978: Göteborg-Skåne 3-2
- 1979: Skåne-Stockholm 2-0
- 1980: Skåne-Norrbotten 4-0
- 1981: Stockholm-Skåne 3-3 efter förlängning, 6-4 efter straffar
- 1982: Västergötland-Stockholm 1-0
- 1983: Skåne-Västergötland 3-0
- 1984: Göteborg-Stockholm 1-0
- 1985: Västergötland-Stockholm 3-2 efter förlängning
- 1986: Stockholm-Dalarna 3-1 efter förlängning
- 1987: Göteborg-Västergötland 3-1
- 1988: Skåne-Småland 2-1
- 1989: Skåne-Uppland 4-1
- 1990: Västerbotten-Skåne 4-1
- 1991: Skåne-Småland 2-0
- 1992: Skåne-Stockholm 1-0
- 1993: Göteborg-Stockholm 3-0
- 1994: Örebro Län-Skåne 2-2 efter förlängning, 6-4 efter straffar
- 1995: Skåne-Stockholm 2-1
- 1996: Stockholm-Skåne 1-0
- 1997: Västergötland-Dalarna 3-2
- 1998: Göteborg-Stockholm 4-1
- 1999: Göteborg-Stockholm 6-5 efter straffar
- 2000: Stockholm-Skåne 9-7 efter straffar
- 2001: Skåne-Stockholm 3-1
- 2002: Skåne-Stockholm 2-1
- 2003: Västergötland-Stockholm 3-1
- 2004: Småland-Uppland 3-1
- 2005: Skåne-Stockholm 1-1 efter förlängning, 6-5 efter straffar
- 2006: Örebro Län-Stockholm 2-2 efter förlängning, 6-5 efter straffar
- 2007: Västergötland-Örebro Län 5-2
- 2008: Småland-Skåne 6-0
- 2010: Stockholm-Västergötland 3-1
- 2011: Småland-Västerbotten 1-0
- 2012: Örebro Län-Stockholm 2-1
- 2013: Stockholm-Västerbotten 4-1
- 2014: Stockholm-Östergötland 2-0